# Las Lomas (Piura)
Las Lomas ist eine Stadt in der Provinz Piura in der Region Piura im Nordwesten von Peru. Beim Zensus 2017 lag die Einwohnerzahl bei 9.646. 10 Jahre zuvor lag diese bei 8.307. Die Stadt ist Verwaltungssitz des gleichnamigen Distriktes. Im Umkreis der Stadt wird bewässerte Landwirtschaft betrieben.

## Geographische Lage
Las Lomas liegt am Rande der ariden Küstenwüste Nordwest-Perus auf einer Höhe von 242 m. Die Kleinstadt liegt knapp 75 km nordöstlich vom Stadtzentrum der Metropole Piura. Der Río Chipillico, ein linker Nebenfluss des Río Chira, durchfließt die Stadt. 5 Kilometer östlich der Stadt befindet sich am Fluss die Talsperre San Lorenzo. Die Nationalstraße 1N führt von Piura an Tambogrande und Las Lomas vorbei zum weiter nördlich in Ecuador gelegenen Macará.